# Jörg Bach (Bildhauer)

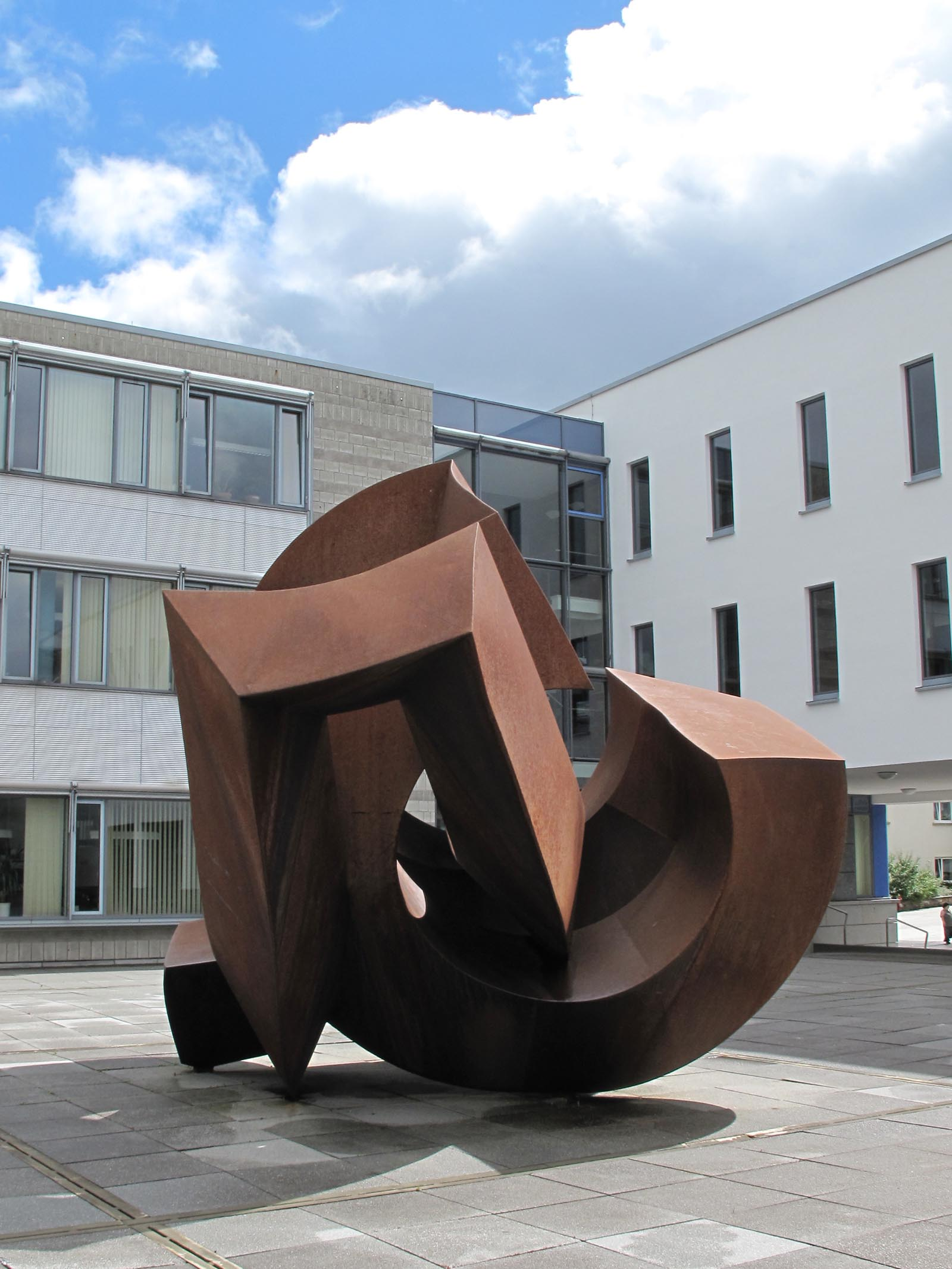
Begegnung, 2002, Tuttlingen

Jörg Bach (* 4. Februar 1964 in Wolgast) ist ein deutscher Bildhauer.

## Leben
Von 1983 bis 1986 absolvierte Bach ein Praktikum bei dem Bildhauer Roland Martin. Er studierte von 1986 bis 1991 freie Bildhauerei an der Akademie der Bildenden Künste Karlsruhe bei Walter Maria Förderer und Hiromi Akiyama. Von 1988 bis 2001 unterrichtete er an der Städtischen Jugendkunstschule Tuttlingen. Jörg Bach ist Mitglied des Künstlerbunds Baden-Württemberg und der Neuen Gruppe München. Er lebt und arbeitet in Mühlheim an der Donau.

## Werke
In vielen Variationen und Größen fertigt Jörg Bach überwiegend Skulpturen aus vierkantigem Stahlblech. Es sind große und kleine Wandobjekte, Boden- und Freiplastiken, naturbelassen, lackiert oder aus poliertem Edelstahl. Bach gibt ihnen einfache Namen wie Reflektoren, Bodenfrüchte, Zankäpfel, Rundungen, Wolkenkratzer oder Gitter. Die Werke fallen auf durch ihre Verschlingungen oder Verknotungen, mal eher kugelartig, mal extrem langgestreckt. Die Windungen berühren sich nur beinahe und erreichen dadurch Leichtigkeit und Transparenz. Neben den Skulpturen fertigt Jörg Bach Frottagen und Skizzen auf Papier und auf Leinwand.

## Ausstellungen

### Einzelausstellungen
- 1998: Torschloß Galerie, Tettnang
- 2000: Plastiken in der Stadt, Balingen
- 2004: Galerie Ulrike Hrobsky, Wien, A
- 2005: Galerie Gerken, Berlin
- 2008: 15a Galerie Beeldentuin, Lochem, NL
- 2009: Galerie Felchlin, Zürich, CH
- 2012: Kunstverein Usedom, Heringsdorf, D

### Gruppenausstellungen
- 1998/2002/2003/2004: Große Kunstausstellung im Haus der Kunst, München
- 1998: Bildhauer aus Baden-Württemberg, Künstlerbund Baden-Württemberg, Mannheim
- 1999: Skulpturen in der Natur, Schopflocher Alb, Landkreis Esslingen
- 2002: Skulpturenpark, Art Felchlin, Schwyz, Schweiz
- 2004: Art International, Zürich, Schweiz
- 2005: Skulptur aktuell, III Dimension, Haus der Kunst München
- 2013: Skulpturenpark Prinzengarten, Sigmaringen
- 2013: Biennale di Scultura Internationale a Racconigi 2013, Associazione Piemontese Arte, Italia

## Arbeiten im öffentlichen Raum
- 1997: Tuttlingen: Tuttlinger Tisch, Corten
- 1998: Hallenbad Balingen: Regenkelch, Corten / Lack
- 2001: Kißlegg: Vielfalt der Kräfte, Corten
- 2002: Landratsamt Tuttlingen: Begegnung, Corten
- 2005: Mühlheim an der Donau: Drumrum, Corten
- 2007: Stadthalle Bad Saulgau: Entwicklung, Corten
- 2008: Mühlheim an der Donau: Reflektor, Edelstahl / poliert
- 2013: Tuttlingen: Auf dem Weg, Edelstahl

## Fotos (Auswahl)

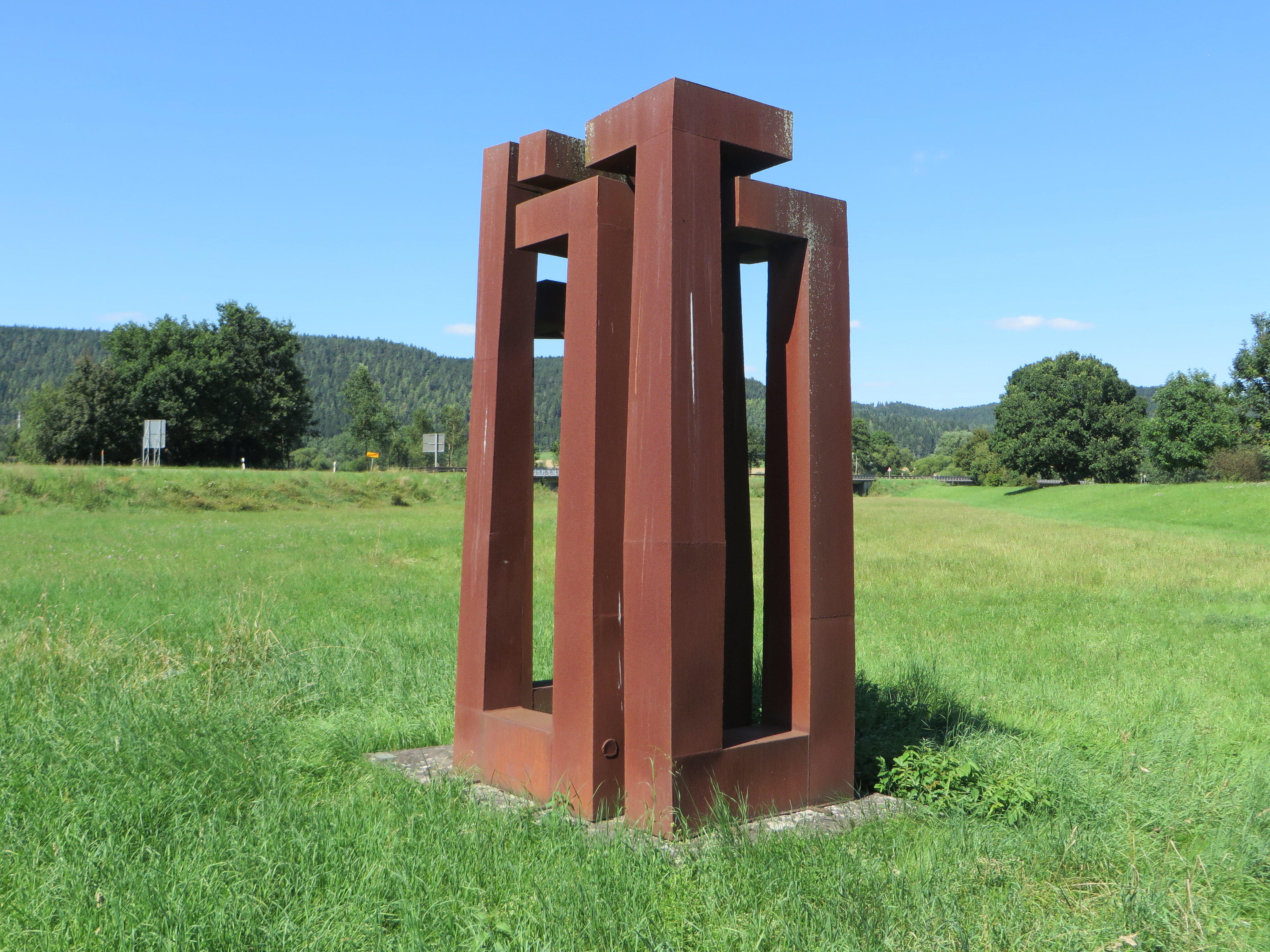
Tuttlinger Tisch 1997
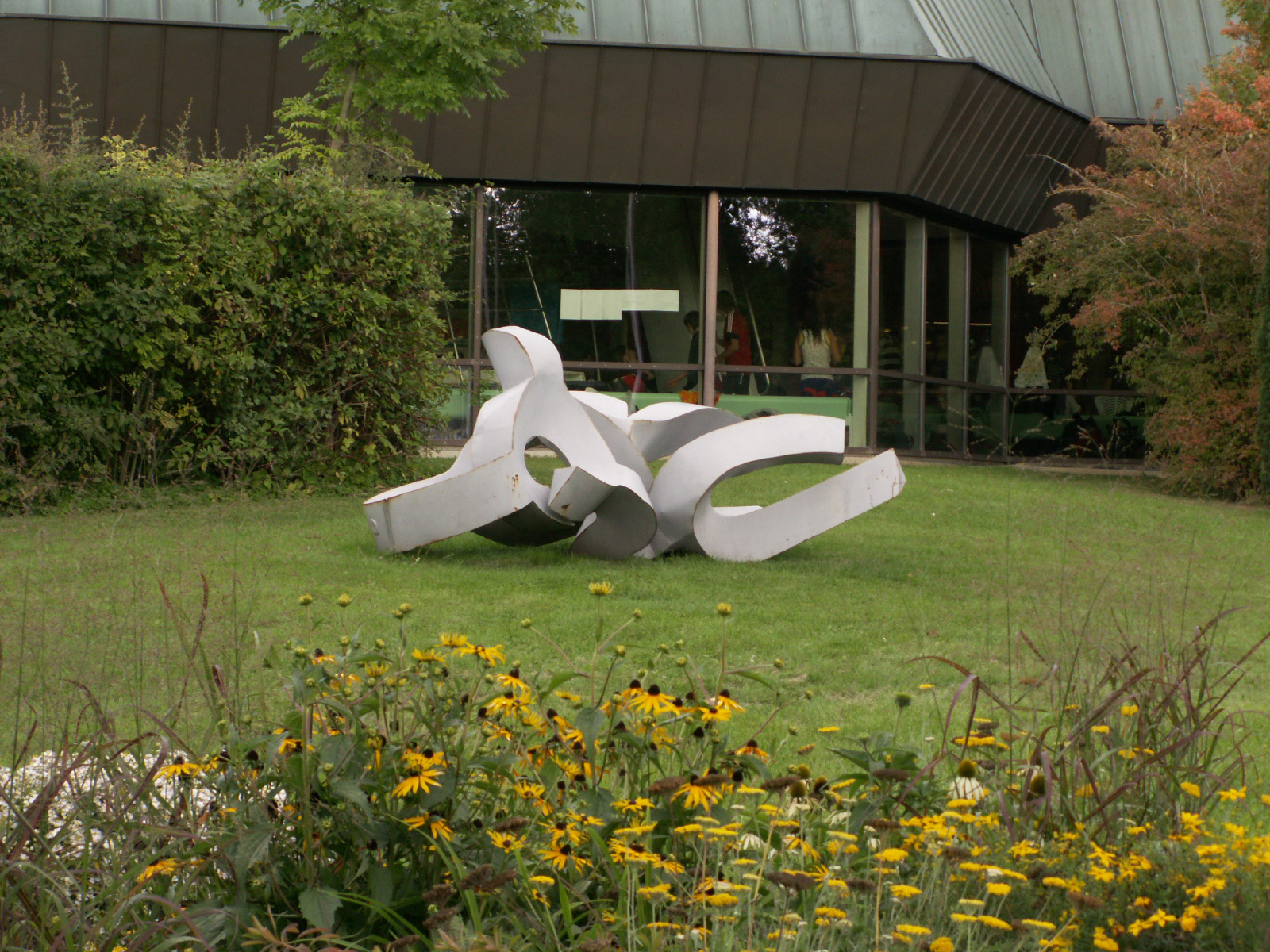
Regenkelch 1998
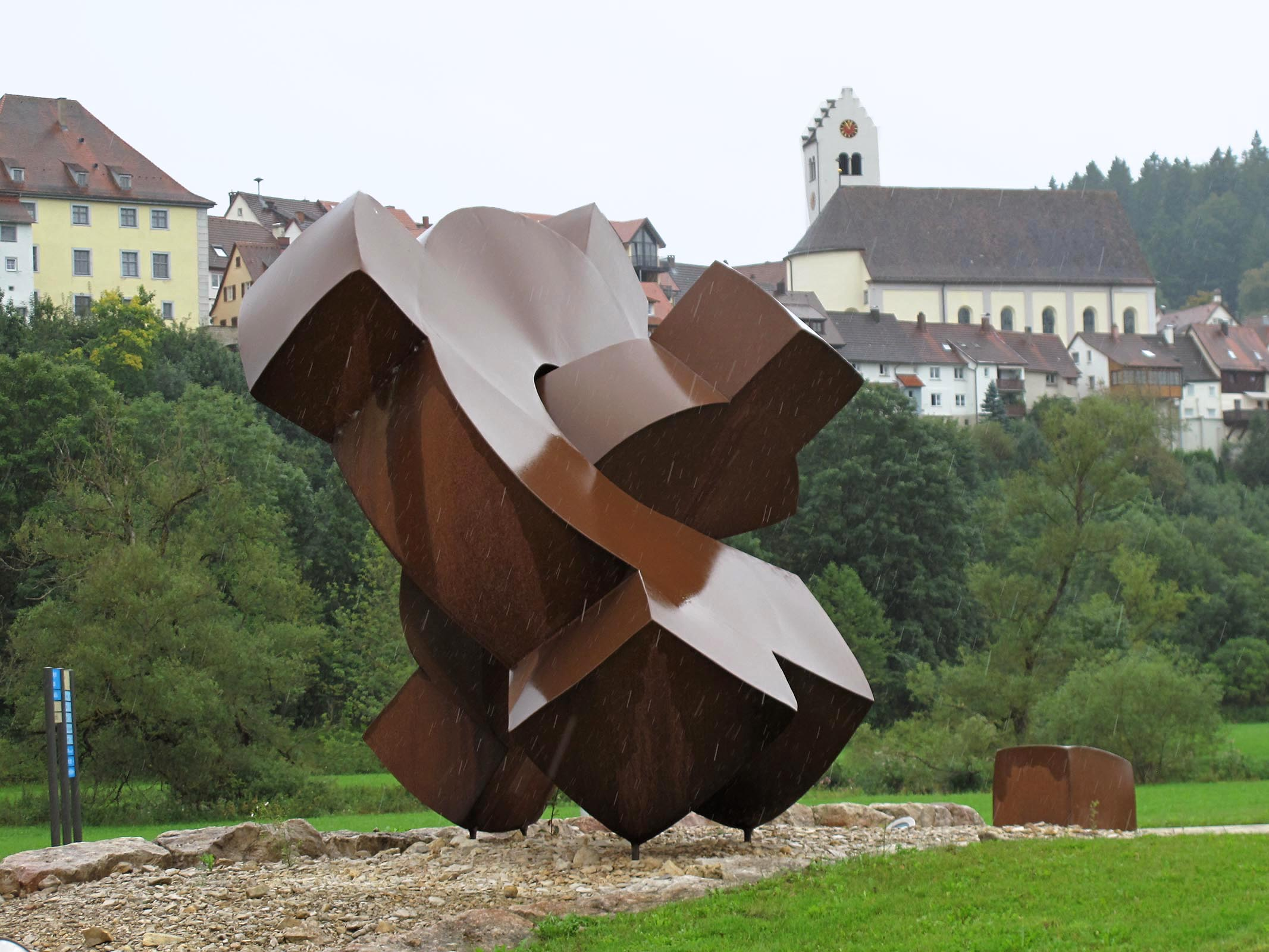
Drumrum 2005
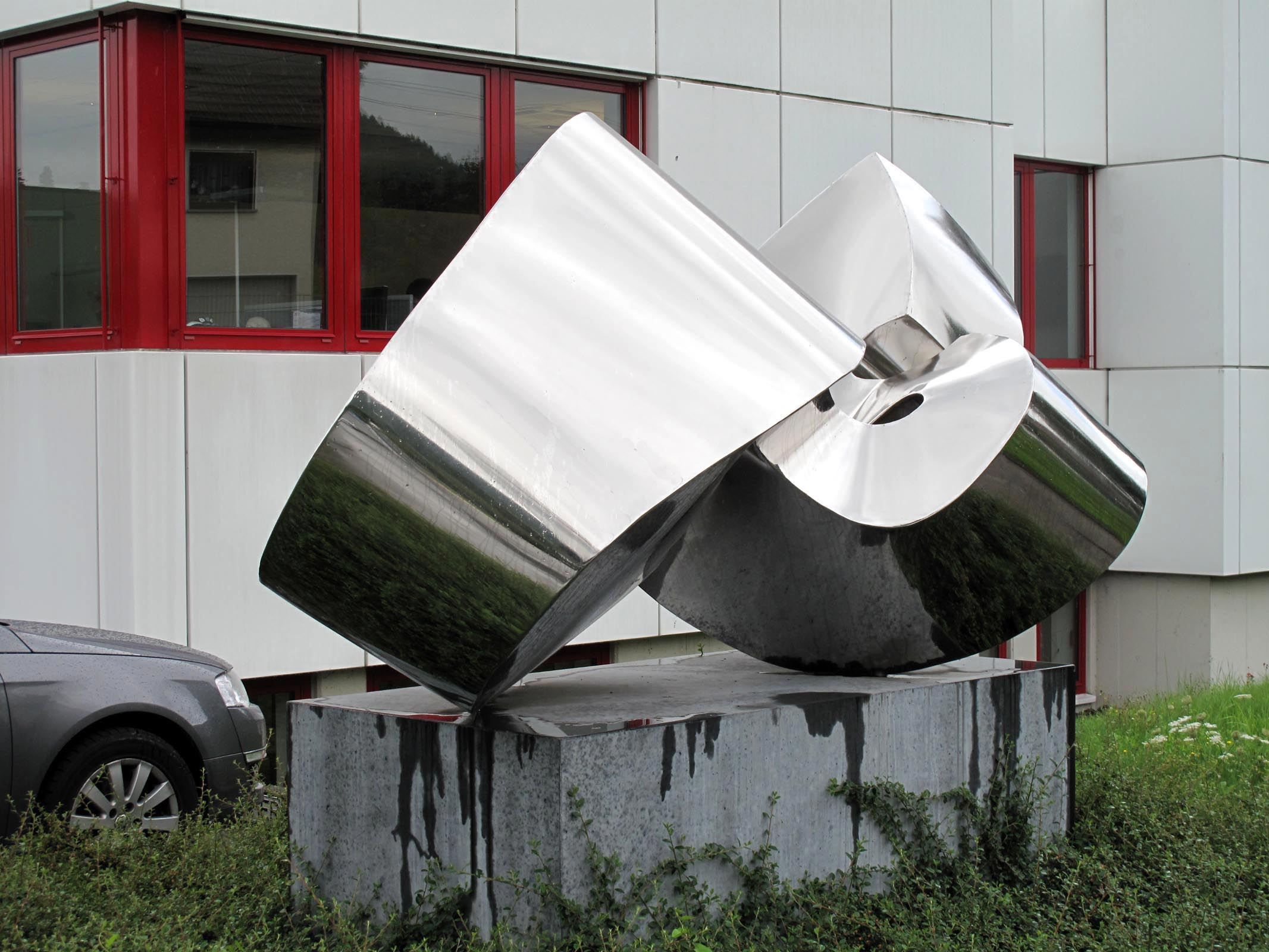
Reflektor 2008
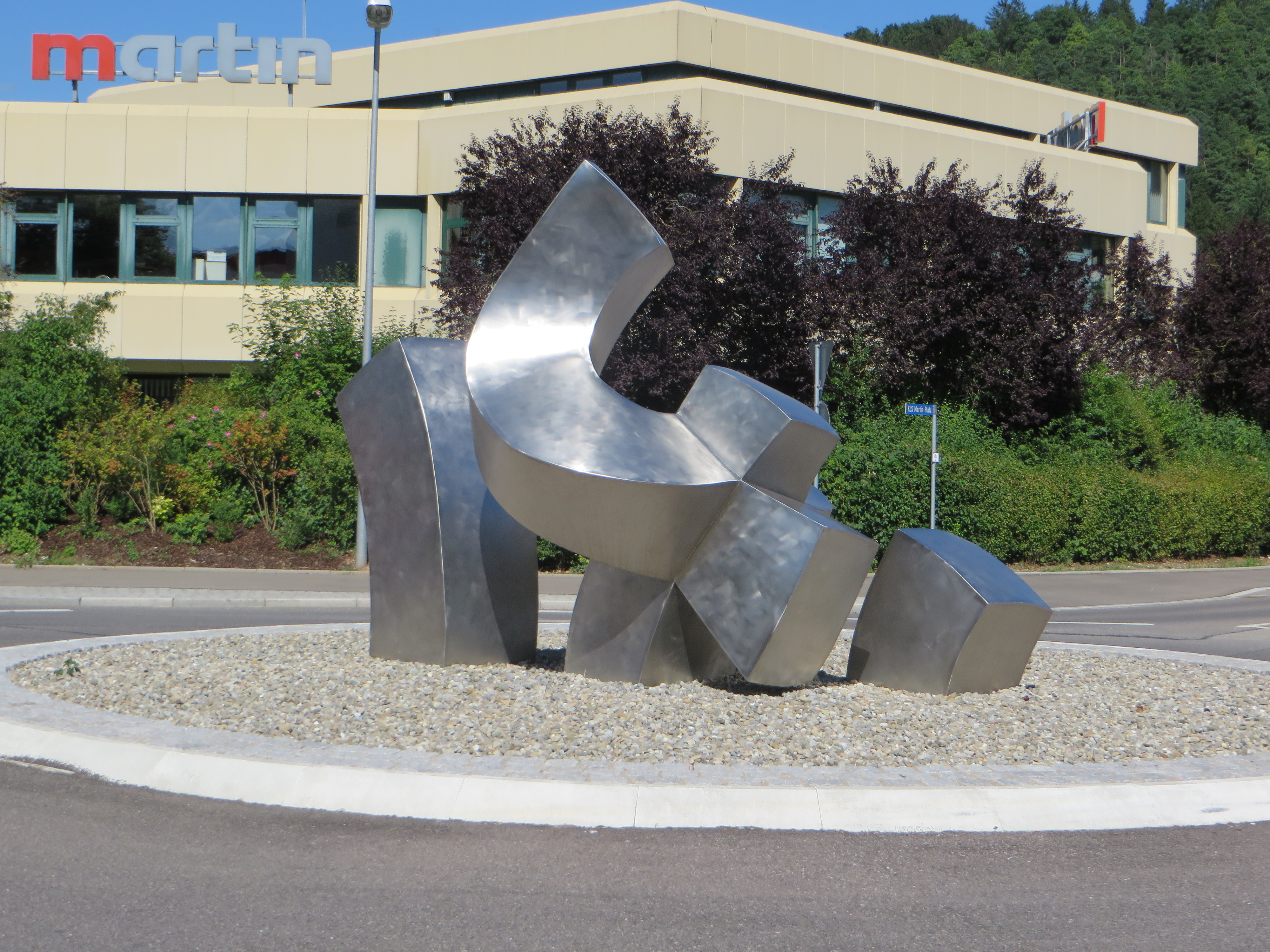
Auf dem Weg 2013

## Veröffentlichungen
- Puppen: 1990–1993. Texte von Fritz Carlo Schmid. Gagstatter, Tuttlingen 1993, ISBN 3-9803480-0-8.
- Objekte und Frottagen 2001–2005. J. Bach, Mühlheim an der Donau 2006, ISBN 3-00-018307-8.
- Arbeiten 2005–2009. J. Bach, Mühlheim an der Donau 2009, ISBN 978-3-932764-18-9.